# Терентьева-Катаева, Мария Кузьминична
Мари́я Кузьми́нична Тере́нтьева-Ката́ева (1906—1996) — русская поэтесса, прозаик.

## Семья
- Муж — писатель Иван Катаев (1902—1937).
  - Старший сын — физик Георгий Катаев, был женат на психологе и дефектологе А. А. Венгер.
  - Младший сын — политический деятель, химик Дмитрий Катаев (р. 1937).

## Биография
Училась в Литературном (Брюсовском) институте.
Была репрессирована по статье «член семьи изменника Родины».
Испытала ужасы Бутырской тюрьмы и Темниковских лагерей в Мордовии (1938—1946). Первый год отбывала срок с грудным ребенком на руках. После освобождения жила в Магнитогорске. Затем, получив разрешение, вернулась в Москву (1953).
Автор книг: «Испытания» (1965), «Моя рябина зимняя» (1976), «Броды-переходы» (1989).
Умерла в Москве.

## Сноски
1. ↑  Электронный каталог РНБ Архивная копия от 3 марта 2016 на Wayback Machine.
2. ↑  № 84: Генеральный алфавитный каталог книг на русском языке (1725 — 1998) / РНБ Архивная копия от 4 марта 2016 на Wayback Machine.
3. ↑  № 83: Генеральный алфавитный каталог книг на русском языке (1725 — 1998) / РНБ.
4. ↑  № 85: Генеральный алфавитный каталог книг на русском языке (1725 — 1998) / РНБ Архивная копия от 1 апреля 2016 на Wayback Machine.